# Patriarcat de Venècia
El Patriarcat de Venècia (llatí: Patriarcha Venetiarum; italià: Patriarca di Venezia) és una seu metropolitana de l'Església Catòlica, que presideix la Regió eclesiàstica Triveneto. L'arquebisbe de Venècia és un dels pocs Patriarques de l'Església Catòlica (actualment només hi ha 5 seus que ostentin el títol de Patriarcal: les de Roma, Lisboa, les Índies Orientals i Jerusalem). Actualment, l'únic avantatge és purament formal, pel lloc d'honor del bisbe en les processons papals. En el cas de Venècia existeix un altre privilegi segons el qual, tot i no ser cardenal, pot fer servir el color vermell en les vestidures no litúrgiques. El birret vermell, però, està coronat per un plomall, com és costum amb els altres bisbes ordinaris.
La diòcesi de Venècia va ser creada al 774 com a sufragània del Patriarcat de Grado. No va ser fins al 1451 que, en consideració a la influència política de la ciutat, els bisbes van rebre el títol de Patriarca del Papa.
Tradicionalment, el Patriarca de Venècia és creat cardenal en el consistori posterior al seu nomenament, tot i que el Papa no està legalment obligat a fer-ho. Diversos prelats que han ostentat aquest càrrec han estat elegits Papa, tres dels quals durant el segle xx: Pius X (1903), Joan XXIII (1958) i Joan Pau I (1978).

## Territori

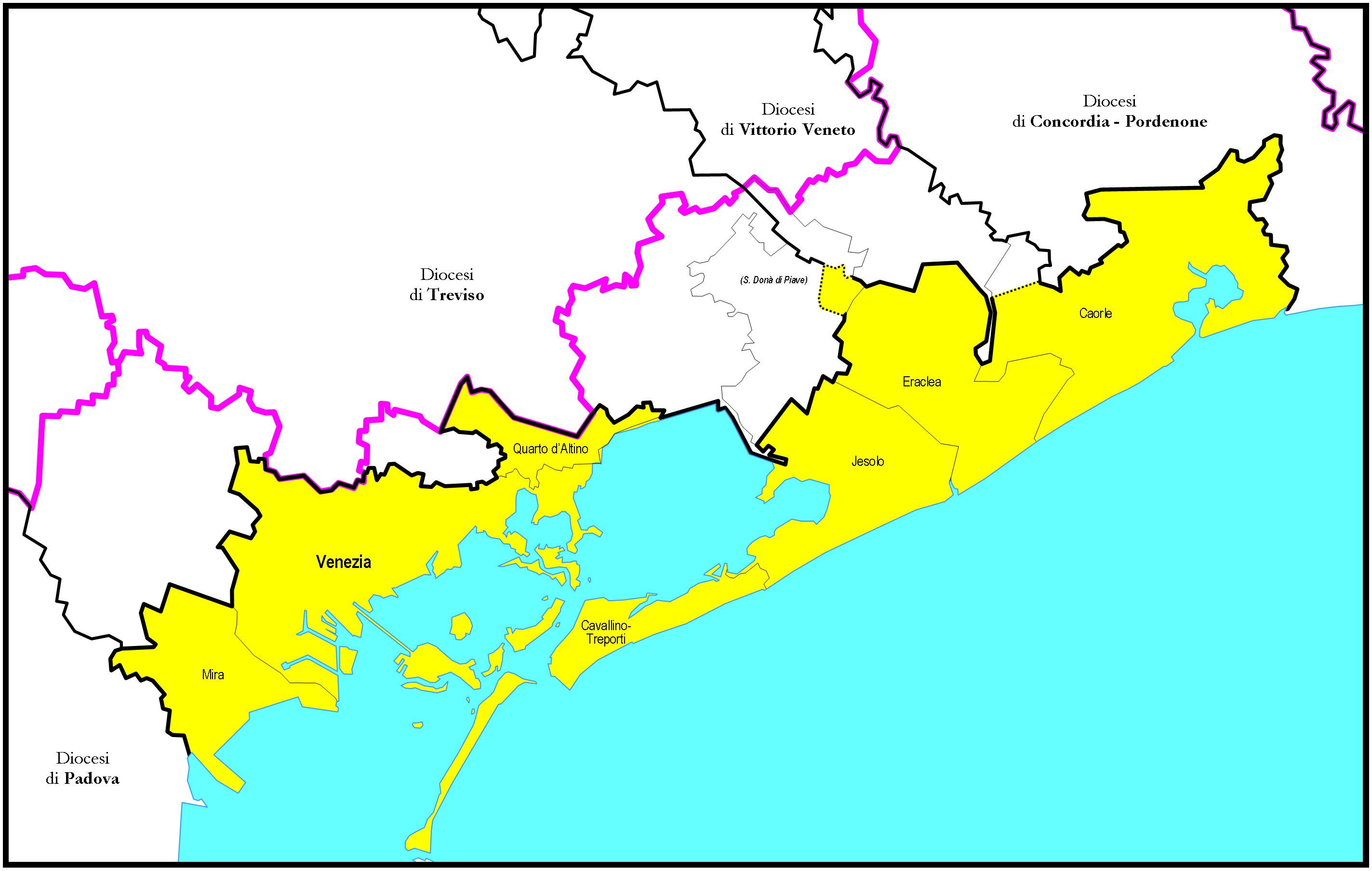
Mapa del Patriarcat de Venècia

El territori s'estén per 871 km² de la província de Venècia, i comprèn els termes municipals de Mira, Venècia (sense la costa de Pellestrina), Quarto d'Altino, Cavallino-Treporti, Jesolo (sense Ca' Nani), Eraclea (amb Cittanova de San Donà di Piave), Caorle (sense San Giorgio di Livenza).
La ciutat de Venècia és seu patriarcal, on es troba la Catedral Basílica de Sant Marc. La Basílica de San Pere de Castello, catedral del bisbat de Castello, va ser la seu del patriarcat fins al 1807.

### Parròquies

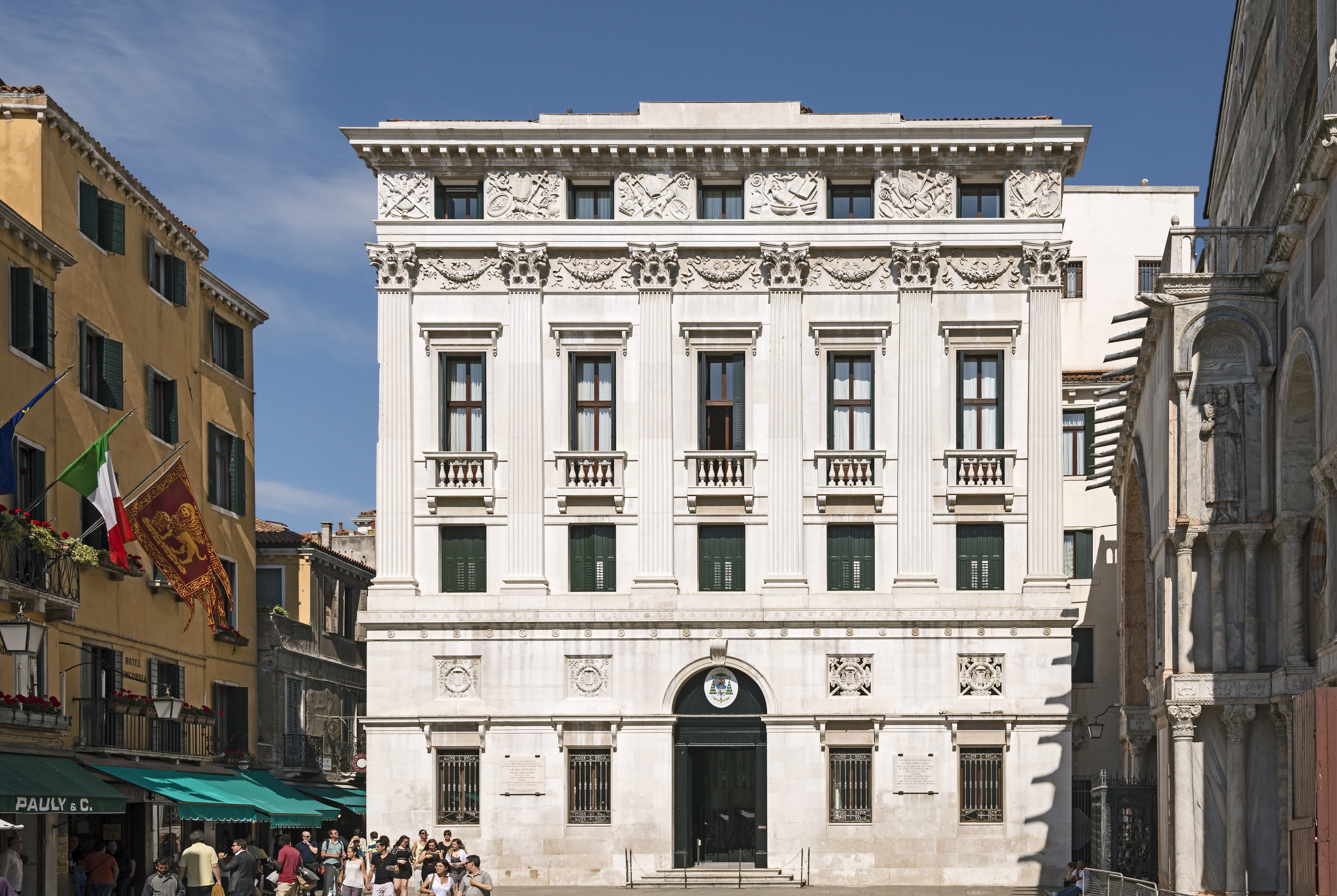
El Palau Patriarcal.

El patriarcat comprèn 128 parròquies a la província de Venècia, sotsdividides en 12 diaconats: 
1. Diaconat de San Marco-Castello
2. Diaconat de S.Polo-S. Croce-Dorsoduro
3. Diaconat de Lido
4. Diaconat de Cannaregio-Estuario
5. Diaconat de Mestre
6. Diaconat de Carpenedo
7. Diaconat de Favaro-Altino
8. Diaconat de la Castellana
9. Diaconat de Marghera
10. Diaconat de Gambarare
11. Diaconat de Eraclea
12. Diaconat de Jesolo
13. Diaconat de Caorle

Entre 1818 i 1968 existí una "forania de Torcello", que comprenia els territoris de la suprimida Diòcesi de Torcello, és a dir, les parròquies de Torcello, Sant Magne Tres Palade, San Miguel del Quarto, Sant Joan Baptista de Jesolo, Santa Maria de Jesolo, Santa Maria Elisabetta de Cavallino, Santíssima Trinitat Cavallino, San Martino di Burano, Santa Caterina de Mazzorbo, Santa Maria i Donato de Murano i de Sant Pere de Murano Va ser reemplaçat pel Vicariat dell'Estuario, amb seu a Burano, al seu torn integrat al vicariat de la rectoria de Cannaregio-Estuario.

### La província eclesiàstica

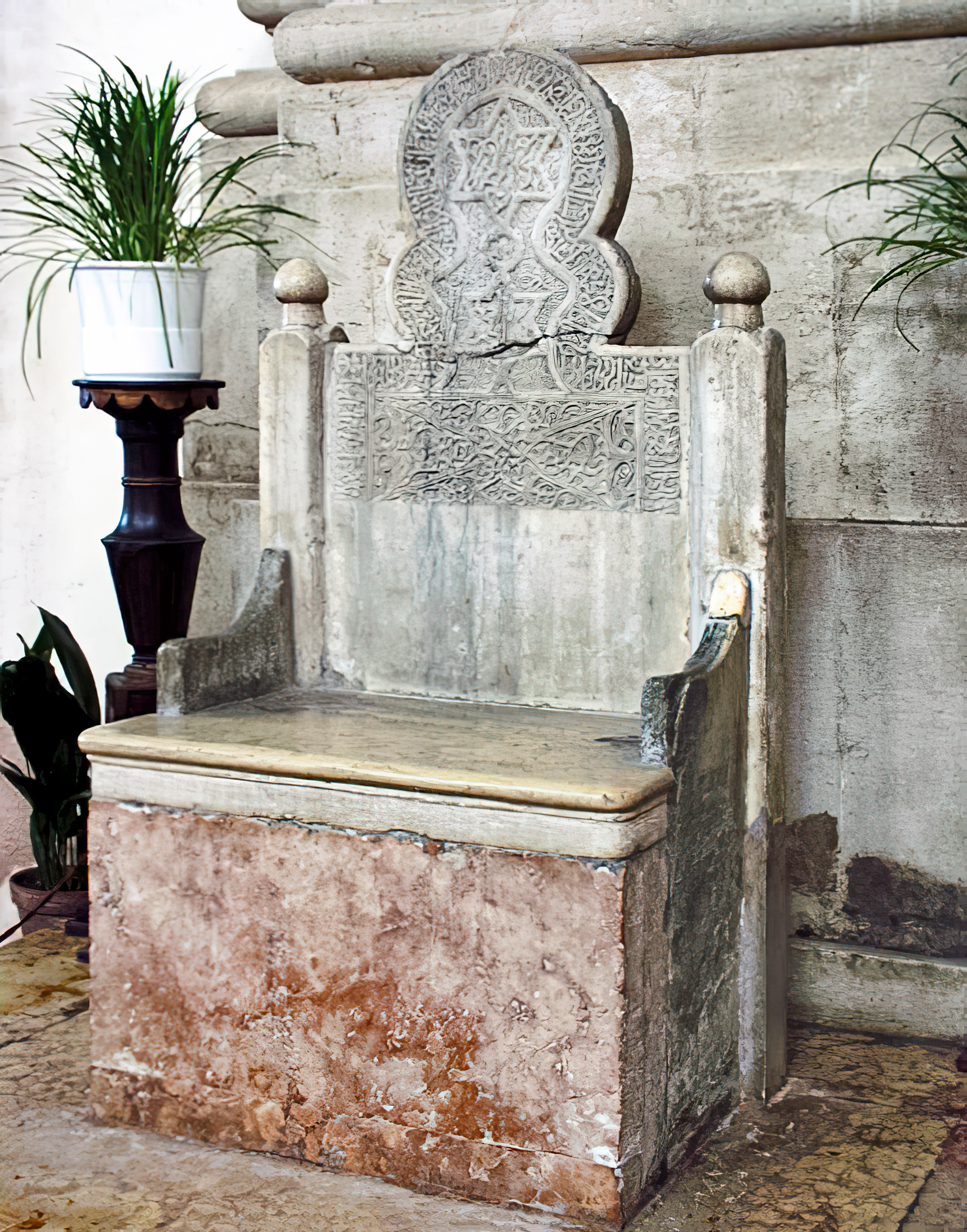
La Seu de Sant Pere, el tron episcopal més antic del Patriarcat, conservat a la basílica de Sant Pere de Castello. Es tracta probablement d'una antiga làpida funerària islàmica transportada des d'Antioquia pels mercaders venecians.

El Patriarcat de Venècia té com a diòcesis sufragànies:
- Adria-Rovigo
- Belluno-Feltre
- Chioggia
- Concordia-Pordenone
- Pàdua
- Treviso
- Verona
- Vicenza
- Vittorio Veneto

## Història

### Inicis
Les illes venecianes inicialment pertanyien a la diòcesi d'Altino o a la de Pàdua, sota la jurisdicció del Patriarcat d'Aquileia, que es creia successor de Sant Marc. Durant la invasió dels llombards (568-572), diversos bisbes de les zones envaïdes fugiren sota la protecció de la flota romana d'Orient als aiguamolls orientals. El mateix arquebisbe es refugià a Grado, on se'l proclamà Patriarca durant el cisma dels Tres Capítols. En finalitzar la invasió, diverses de les antigues diòcesis continentals van ser restaurades pels llombards, mentre que els exiliats omplien les noves seus. En aquestes circumstàncies emergiren dos Patriarques: el Patriarcat d'Antiga Aquileia al continent i el Patriarcat de Grado.
Les illes de Venècia originàriament havien estat subjectes al bisbat de Pàdua.
Al 774, el Papa Adrià I i Joan IV, Patriarca de Grado, autoritzaren l'establiment d'una seu episcopal a l'illa d'Olivolo. La diòcesi d'Olivolo va ser establerta al 774-75 pel Duc de Malamocco, que la posà sota la seva protecció. La seva catedral va ser dedicada a Sant Pere. El bisbe d'Olivolo estava subordinat a Grado i tenia jurisdicció sobre les illes de Gemini, Rialto, Luprio i Dorsoduro, les principals illes de la ciutat de Venècia. El bisbat, pres del bisbat de Malamocco (Methamancus) formà un nou estat, el nucli de l'estat de Venècia.
El 828, el cos de Sant Marc Evangelista va ser tret de contraban d'Alexandria, Egipte, i portat a Venècia. Quan el vaixell arribà a l'illa d'Olivolo, el sant va fer senyals que mostrava que no volia ser deixat en custòdia del bisbe. En canvi, va ser portat a la capella del Dux, i es planejà crear un nou temple magnífic, la basílica de Sant Marc, digna d'una relíquia de tal importància.
El 1074, el bisbe d'Olivolo començà a ser anomenat bisbe de Castello. Enric Contarini va ser el primer a lluir aquest títol. El 1084 l'emperador Aleix I Comnè va reconèixer la independència de Venècia, alliberant-la de tributs, restriccions de comerç i aranzels; començant amb el Dux Enric Dandolo (1192-1205) l'època daurada de la República de Venècia. Sota el seu regnat l'exèrcit croat francès va ser emprat per portar Trieste i Zara sota el jou venecià, obtenint gran part de l'Imperi Llatí a la costa de l'Adriàtic, així com gran part del Peloponès i bases a la mar de Màrmara, la mar Negre i l'Egeu.
Les relacions entre el bisbe, el patriarca i el Dux eren complexes: els bisbes d'Olivolo, i posteriorment de Castello, eren tècnicament sufraganis del Patriarca de Grado; tot i que a la pràctica eren independents. A partir de mitjan segle xi els patriarques s'instal·laren la major part del temps a San Silvestro, mentre que el bisbe estava a San Pietro di Castello a l'est de la ciutat. Un paper important era el del primicerio de la basílica de Sant Marc, que representava al Dux i al govern de la ciutat. El primicerio era qui investia els bisbes, abats i patriarques.
El 1180, després d'una llarga disputa amb el patriarca d'Aquileia, el patriarca de Grado renuncià definitivament a tots els drets jurisdiccionals sobre la seu episcopal d'Istria i de Venèzia Giulia.
Quan, en el transcurs de l'edat mitjana, les nombroses viles de les illes de la Laguna acabaren per aglomerar-se gradualment donant una fisonomia més unitària a Venècia, resultà que, al mateix temps, hi havia quatre càrrecs eclesiàstics amb rang episcopal:
- el Patriarca de Grado, amb seu a l'església de San Silvestre
- el Bisbe de Castello, amb seu a l'església de Sant Pere de Castello
- el Primicer de la basílica de Sant Marc, primer canonge de la capella palatina del Dux i església d'estat de la República de Venècia
- el Patriarca llatí de Constantinoble, títol creat després que els croats conquerissin Constantinoble el 1204 i la reservaren als venecians, que la transformaren en ciutat després de la reconquesta romana d'Orient del 1246

A més, existien altres bisbats amb seu a la Llacuna: Torcello, Chioggia, Caorle, Equilio i Eraclea.
En el transcurs del segle xv van tenir lloc una sèrie de fets que reformarien profundament l'organització territorial de l'Església a la regió. El 1440 el Papa Eugeni IV, d'origen venecià, fusionaria el Patriarcat de Grado amb el bisbat d'Eraclea.

### Història del patriarcat
El 1451, després de la mort de Domenico Michel, Patriarca de Grado, el Papa Nicolau V suprimí el Patriarcat de Grado i el bisbat de Castello, incorporant-les al nou Patriarcat de Venècia mitjançant la butlla papal Regis aeterni, nomenant-se el darrer bisbe de Castello, Lorenzo Giustiniani. Així, Venècia succeïa tota la jurisdicció metropolitana de la província eclesiàstica de Grado, incloent-hi les seus a Dalmàcia. La seu patriarcal seguia sent la basílica de San Pietro di Castello.
Malgrat el títol altisonant, el territori del patriarcat de Venècia era originalment molt modest i durant segles es va limitar a una ciutat i alguns enclavaments al continent: Gambarare, hereu de l'abadia Sant Hilari, i les restes del patriarcat de Grado, que comprenia Grado, Latisana i l'anomenat Compardo (sis parròquies situades a l'est de Conegliano). Tenia només tres sufragànies Chioggia i les decadents Torcello i Caorle.
El 1465 el bisbat de Cittanova, que el 1448 havia estat donat in commendam al Patriarcat, tornà a tenir un bisbe propi. El 1466 el territori del Patriarcat augmentà en afegir-s'hi la suprimida diòcesi d'Equilio (actualment Jesolo.)
L'elecció del Patriarca estava en mans del Senat de Venècia, la qual cosa comportava diferències entre la República i la Santa Seu. D'igual manera, els fidels de les parròquies escollien els seus titulars, mitjançant el dret de patronatge. Gerolamo Querini, O.P. (1519-54) va tenir diverses disputes amb el clergat, el govern i la Santa Seu. Per evitar aquestes disputes, el Senat decretà que, en el futur, només es podrien elegir futurs senadors. Entre els elegits després d'aquest decret sovint hi havia laics. Giovanni Trevisan, O.S.B. (1560) introduí les reformes tridentines, fundant el seminari, presidint sínodes i recollint les regulacions fetes pels seus predecessors (les Constitutiones et privilegia patriarchatus et cleri Venetiarum). El 1581 la visita apostòlica va ser enviada a Venècia; es publicà un libel exhortatori, en la qual la visita lloava molt el clergat venecià.
El 10 de gener de 1604, el Senat de Venècia prohibí la fundació d'hospitals gestionats per eclesiàstics, monestirs, esglésies o d'altres llocs de culte sense l'autorització prèvia de la Senyoria; el 26 de març de 1605 una nova llei prohibia la donació de béns immobles dels laics als eclesiàstics, que tot i ser només un 1% de la població, tenien gairebé la meitat dels béns immobles de la República; i limitava les competències del fur eclesiàstic, preveient que els tribunals civils jutgessin els eclesiàstics responsables de fets de gravetat particular. El 17 d'abril de 1606 el Papa Pau V, mitjançant la butlla Superioribus mensibus, excomunicava el Senat i va llançar l'interdicte a la República de Venècia, mesura que no es va retirar fins al 21 abril de 1607. Aquests esdeveniments van endarrerir la confirmació del patriarca romà Francesco Vendramin, que havia estat nomenat el 1608, tres anys després del nomenament pel Senat de Venècia, i no va poder prendre possessió del seu càrrec fins a gener de 1609.
El 1751 el Papa abolí el Patriarcat d'Aquileia en crear dos nous arquebisbes a Udine i Gorizia. Així, el Patriarca de Venècia esdevingué l'únic hereu al tron de Sant Marc al nord-est d'Itàlia.
Després de 1797 i de la caiguda de la República de Venècia, sota el mandat de Napoleó, el mandat del bisbat del Ducat i de les relíquies de Sant Marc es perdé. El 1807, per ordre del virrei d'Itàlia, el napolità Nicola Grambroni va ser promogut al patriarcat i, sota la seva autoritat, traslladà la seu episcopal a la Basílica de Sant Marc, unint els dos capítols, deixant inútil el càrrec de Primicer de la basílica de Sant Marc. També reduí les parròquies existents de 70 a 30. La tasca d'augmentar el cor de la basílica portà a la llum les relíquies de Sant Marc el 1808. El 1811, Napoleó imposà a la seu a Stefano Bonsignore, bisbe de Faenza, però el 1814 el prelat tornà a la seva seu.
L'1 de maig de 1818 va tenir lloc la primera ampliació important dels llindars del patriarcat mitjançant la butlla De salute dominici gregis de Pius VII: els bisbats de Torcello i de Caorle van ser fusionats al Patriarcat de Venècia, mentre que les diòcesis del territori venecià van ser posades sota la seva jurisdicció metropolitana (Udine, Pàdua, Vicenza, Verona, Treviso, Ceneda, Concordia, Feltre i Belluno, Adria i, de manera provisional, Cittanova, Capodistria, Parenzo i Pola). Per contra, Grado i Latisana passaven a Udine, mentre que el Compardo anava a parar a mans de Ceneda.
Una altra variació important va tenir lloc el 1919, quan el territori de l'illa de Lido, que formava part del bisbat de Chioggia, passà a dependre del Patriarcat. 1l 1927, el bisbat de Treviso cedí gran part de la part exterior de Martellago, amb les parròquies de Chirignago, Mestre, Dese, Favaro, Trivignano, Zelarino, Campalto i Carpenedo, així com de les parròquies d'Oriago, Borbiago i Mira.
El cardenal Giuseppe Sarto, que esdevindria Papa sota el nom de Pius X, no va ser reconegut pel govern italià, que exigia el dret de nominació anteriorment emprat per l'emperador d'Àustria i antigament per la República Veneciana, però després d'onze mesos s'abandonà aquesta pretensió.
El 1968, finalment, s'abolí el títol de Patriarca llatí de Constantinoble.
Tradicionalment el Patriarcat de Venècia ha estat seu cardenalícia: entre 1827 i 2011 tots els patriarques han estat fets cardenals. El Patriarca de Venècia històricament ha rebut el títol de primat de Dalmàcia.
En el transcurs del segle xx, tres patriarques han esdevingut papa: Giuseppe Melchiorre Sarto (Pius X), Angelo Giuseppe Roncalli (Joan XXIII) i Albino Luciani (Joan Pau I).

## Ritu
El ritu litúrgic seguit al Patriarcat de Venècia és el romà-gregorià. El 1596, amb la uniformització decretada pel Concili de Trento, la metròpoli de Venècia seguia un ritu particular, anomenat patriarquial, de tradició aquileïesa i heretat del patriarcat de Grado. Aquest ritu particular romangué parcialment en ús a la basílica de Sant Marc fins al 1807 i incorporar-se al patriarcat i ser elevada a església catedral. Les característiques patriarcals del ritu patriarcal era una distribució diferent de les festes litúrgiques i un tipus particular de cant polifònic, anomenat cant patriarquí o aquileiens.
Als patriarques venecians que no són cardenals se'ls concedeix l'ús extraordinari de la porpra romana des de temps antics, fen una atenció particular al birret porpra que porta el plomall com els altres bisbes, de manera que no es confongui amb la imposada pel Pontífex durant el consistori en crear nous cardenals. Una altra diferència és el tipus de colors: el vermell dels cardenals té aigües, mentre que el d'un patriarca no cardenal és uniforme.

## Estadístiques
A finals del 2012, la diòcesi tenia 348.922 batejats sobre una població de 376.399 persones, equivalent 92,7% del total.
| any  | població | població | població | sacerdots | sacerdots       | sacerdots       | sacerdots             | diaques | religiosos | religiosos | parroquies |
| ---- | -------- | -------- | -------- | --------- | --------------- | --------------- | --------------------- | ------- | ---------- | ---------- | ---------- |
| any  | batejats | total    | %        | total     | clergat secular | clergat regular | batejats por sacerdot | diaques | homes      | dones      |            |
| 1950 | 376.200  | 382.316  | 98,4     | 486       | 230             | 256             | 774                   |         | 666        | 2.875      | 74         |
| 1969 | 430.000  | 432.915  | 99,3     | 602       | 281             | 321             | 714                   |         | 351        | 1.680      | 121        |
| 1980 | 451.000  | 465.000  | 97,0     | 556       | 258             | 298             | 811                   |         | 428        | 1.450      | 126        |
| 1990 | 419.200  | 437.500  | 95,8     | 504       | 241             | 263             | 831                   | 12      | 373        | 1.323      | 128        |
| 2000 | 368.157  | 373.560  | 98,6     | 394       | 225             | 169             | 934                   | 29      | 239        | 879        | 128        |
| 2001 | 366.292  | 371.870  | 98,5     | 392       | 216             | 176             | 934                   | 25      | 247        | 819        | 128        |
| 2002 | 365.030  | 370.558  | 98,5     | 390       | 214             | 176             | 935                   | 23      | 239        | 790        | 128        |
| 2003 | 362.814  | 368.339  | 98,5     | 394       | 219             | 175             | 920                   | 23      | 233        | 763        | 128        |
| 2004 | 365.332  | 370.895  | 98,5     | 392       | 226             | 166             | 931                   | 31      | 227        | 736        | 128        |
| 2011 | 349.163  | 376.659  | 92,7     | 393       | 236             | 157             | 888                   | 27      | 224        | 558        | 128        |
| 2012 | 348.922  | 376.399  | 92,7     | 392       | 233             | 159             | 890                   | 27      | 228        | 539        | 128        |

## Culte

### Festes religioses particulars
- Festa de Sant Marc – sant patró, celebrada el 25 d'abril;
- Festa de la Sensa – pelegrinatge ciutadà fins a l'església de Sant Nicolau del Lido el dia de l'Ascensió;
- Festa del Redemptor - pelegrinatge ciutadà fins a la basílica del Santíssim Redemptor el tercer diumenge de juliol;
- Festa de Sant Roc – copatró de la ciutat, celebrada el 16 d'agost
- Festa quinquennal de la Madonna dell'Angelo, a Caorle, celebrada la setmana del 8 de setembre;
- Festa de la Mare de Déu de la Salut, pelegrinatge ciutadà fins a la basílica de Santa Maria de la Salut el 21 de novembre.

### Sants i relíquies conservades

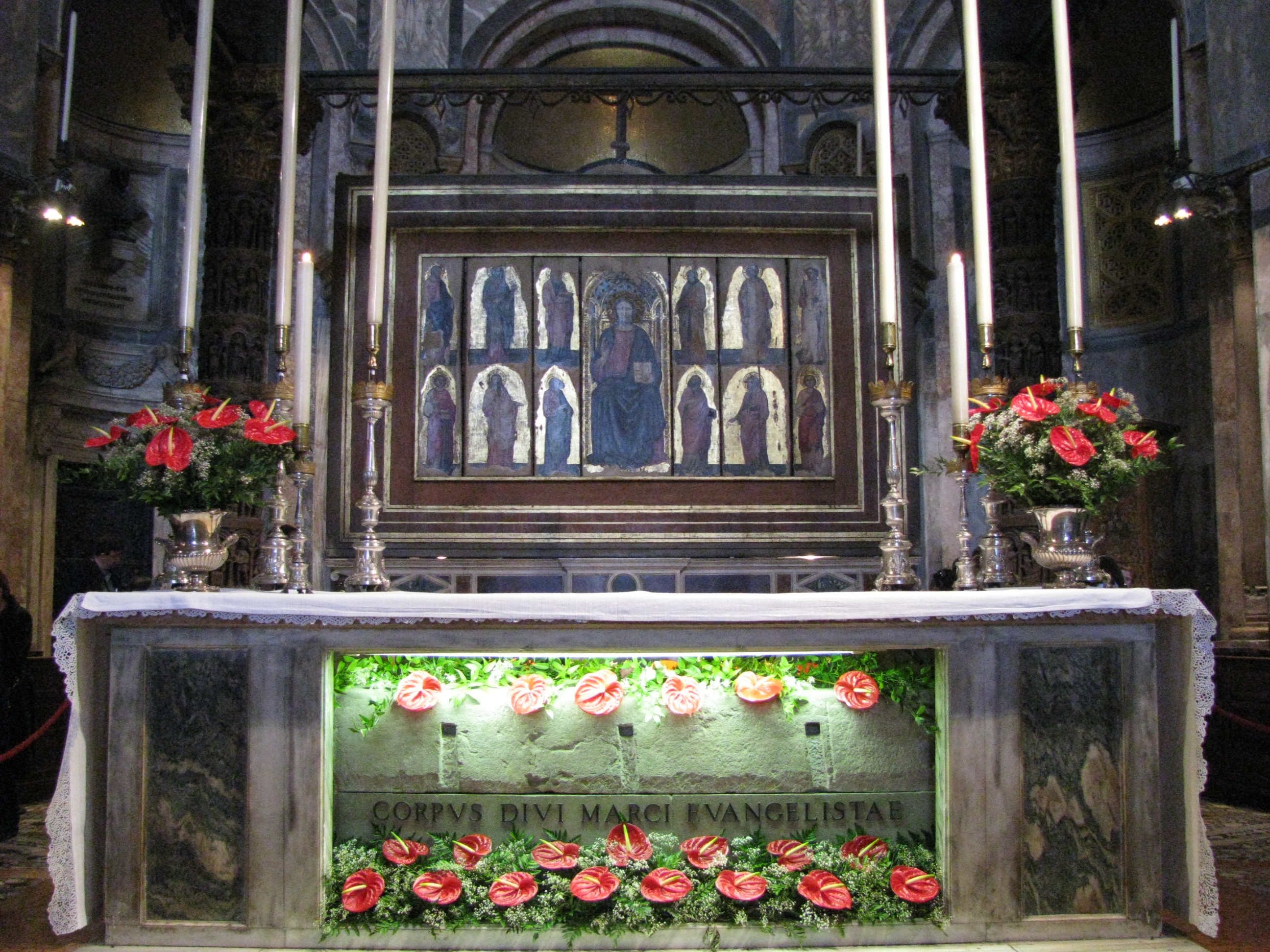
L'altar major de la Basilica di San Marco: dins del sarcòfag lapideo hi ha el cos de Sant Marc Evangelista.

Per la seva llarga i particular història, l'Església veneciana conserva un gran nombre de relíquies i cossos de sants:
- el cos de sant Marc Evangelista, conservat a la Basílica de Sant Marc;
- el cos de sant Gerard Sagredo, bisbe i màrtir, conservat a la basílica de Sant Donat a Murano;
- el cos de sant Donat màrtir, conservat a la basílica de Sant Donat a Murano;
- el cos de sant Joan l'Almoiner, conservat a l'església de Sant Joan l'Almoiner;
- el cos de sant Lorenzo Giustiniani, conservat a la basílica de Sant Pere de Castello;
- el cos de Sant Roc, conservat a l'església homònima;
- el cos de sant Tarasi, conservat a l'església de Sant Zacaries;
- el cos de sant Zacaries, conservat a l'església de Sant Zacaries;
- el cos de sant Isidor de Quios, conservat a una capella de la basílica de Sant Marc;
- el cos de santa Fosca, conservat a l'església de Santa Fosca;
- el cos de santa Llúcia, conservat a l'església de Sant Jeremies;
- el cos de sant Esteve Protomàrtir, conservat a l'església homònima;
- el cos de sant Magne, bisbe d'Oderzo i d'Eraclea, conservat a l'església parroquial de Santa Maria Concetta d'Eraclea;
- el cos de Santa Helena Emperadriu, mare de Costantí, conservat a l'església parroquial de Santa Helena Emperadriu de Venècia;
- el crani de sant Esteve Protomàrtir, conservat al duomo de Sant Esteve de Caorle;
- el crani de Santa Cecília, conservat a la Basílica de Santa Maria Assunta de Torcello
- relíquies de sant Nicolau de Mira, conservades a l'església de Sant Nicolau del Lido;
- relíquies de Sant Joan Baptista, conservades a l'església de Sant Joan de Bragora;
- relíquies de Sant Atanasi d'Alexandria, fins al 1950 el cos va ser conservat a l'església de Sant Zacaries;
- relíquies de santa Barbara, conservades a l'església de Sant Martí de Burano;
- la icona de la Madonna Nicopeia, conservada a la Basílica de Sant Marc;

## Cronologia dels patriarques

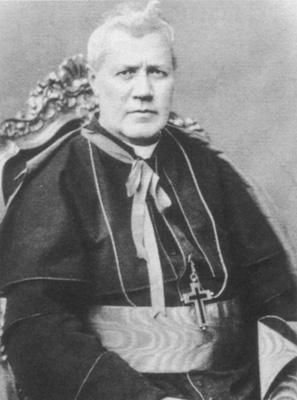
Giuseppe Melchiorre Sarto.

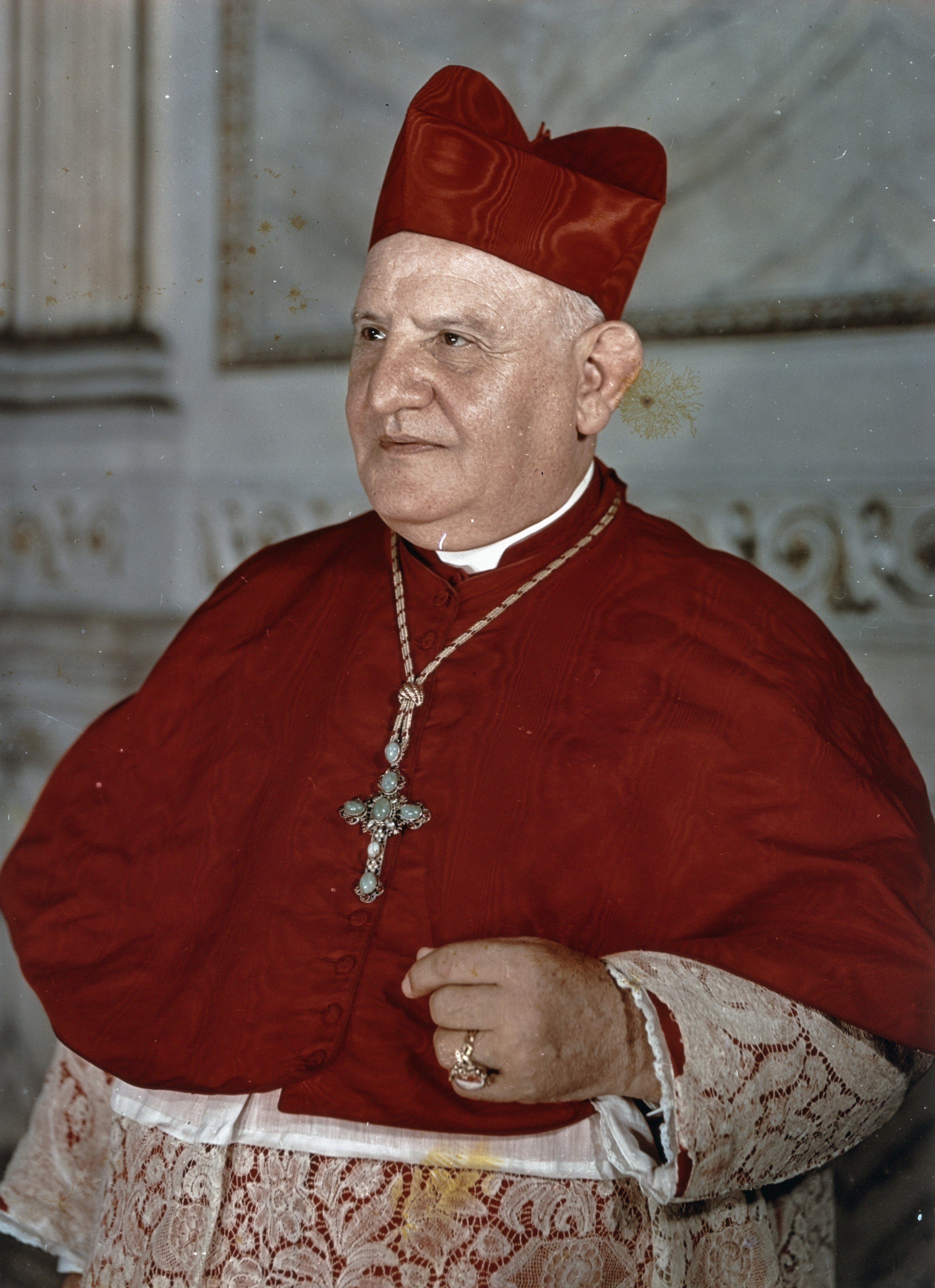
Angelo Roncalli.

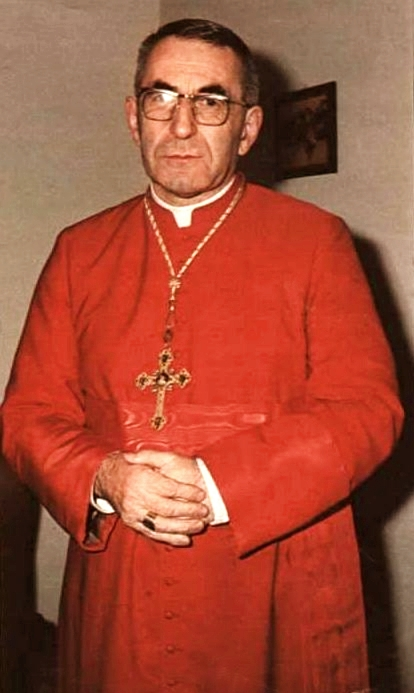
Albino Luciani.

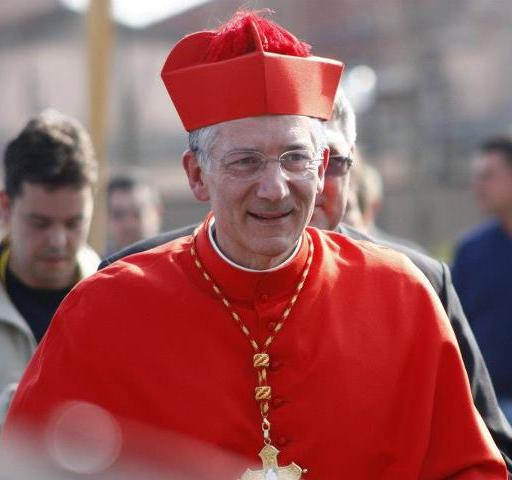
Francesco Moraglia.

- San Lorenzo Giustiniani † (8 d'octubre de 1451 - 8 de gener de 1456 mort) (també bisbe de Castello)
- Maffeo Contarini, C.R.S.G.A. † (23 de gener de 1456 - 26 de març de 1460 mort)
- Andrea Bondimerio, O.S.A. † (23 d'abril de 1460 - 4 d'agost de 1464 mort)
- Giorgio Correr † (17 de setembre de 1464 - 19 de novembre de 1464 mort)
- Giovanni Barozzi † (7 de gener de 1465 - 2 d'abril de 1466 mort)
- Maffeo Gherardi, O.S.B.Cam. † (16 de desembre de 1468 - 14 de setembre de 1492 mort)
- Tommaso Donato, O.P. † (1 d'octubre de 1492 - 11 de novembre de 1504 mort)
- Antonio Surian, O.Cart. † (27 de novembre de 1504 - 19 de maig de 1508 mort)
- Lodovico Contarini, C.R.S.G.A. † (7 de juny de 1508 - 16 de novembre de 1508 mort)
- Antonio Contarini † (29 de novembre de 1508 - 7 d'octubre de 1524 mort)
- Gerolamo Querini, O.P. † (21 d'octubre de 1524 - 19 d'agost de 1554 mort)
- Pietro Francesco Contarini † (27 d'agost de 1554 - 25 de desembre de 1555 mort)
- Vincenzo Diedo † (24 de gener de 1556 - 8 de desembre de 1559 mort)
- Giovanni Trevisan, O.S.B. † (14 de febrer de 1560 - 5 d'agost de 1590 mort)
- Lorenzo Priuli † (7 de gener de 1591 - 21 de gener de 1600 mort)[12] restaurà la catedral i fundà el seminari arxidiocesà
- Matteo Zane † (27 d'agost de 1601 – 25 de juliol de 1605 mort)
  - Seu vacant (1605-1608)
- Francesco Vendramin † (12 de maig de 1608 - 7 d'octubre de 1619 mort)
- Giovanni Tiepolo † (20 de novembre de 1619 - 7 de maig de 1631 mort)
- Federico Baldissera Bartolomeo Cornaro † (11 de juny de 1631 - 28 d'abril de 1644 dimití)
- Gianfrancesco Morosini † (13 de juny de 1644 - 6 d'agost de 1678 mort)[13]
- Alvise Sagredo † (3 d'octubre de 1678 - 12 de setembre de 1688 mort)
- Gianalberto Badoaro † (27 de setembre de 1688 - 7 de juny de 1706 nomenat arquebisbe, a títol personal, dei Brescia)
- Pietro Barbarigo † (25 de juny de 1706 - 1 de maig de 1725 mort)
- Marco Gradenigo † (11 de juny de 1725 - 14 de novembre de 1734 mort)
- Francesco Antonio Correr, O.F.M.Cap. † (1 de desembre de 1734 - 17 de maig de 1741 mort)
- Alvise Foscari † (3 de juliol de 1741 - 28 d'octubre de 1758 mort)
- Giovanni Bragadin † (27 de novembre de 1758 - 23 de desembre de 1775 mort)
- Federico Maria Giovanelli † (20 de maig de 1776 - 10 de gener de 1800 mort)
- Ludovico Flangini † (23 de desembre de 1801 - 29 de febrer de 1804 mort)
  - Seu vacant (1804-1807)
- Nicola Saverio Gamboni † (24 d'agost de 1807 - 21 d'octubre de 1808 mort) traslladà la catedral de Sant Pere de Castello a la Basílica de Sant Marc 
  - Seu vacant (1808-1816)
  - Stefano Bonsignori † (1811 - 1813) (antipatriarca nomenat per Napoleó)
- Francesco Milesi † (23 de setembre de 1816 - 18 de setembre de 1819 mort) erigí el nou seminari i reorganitzà el patriarcat el 1818
- Giovanni Ladislao Pyrker, O.Cist. † (2 d'octubre de 1820 - 9 d'abril de 1827 nomenat arquebisbe d'Eger)
- Giacomo Monico † (9 d'abril de 1827 - 25 d'abril de 1851 mort)
- Giovanni Pietro Aurelio Mutti, O.S.B. † (15 de març de 1852 - 9 d'abril de 1857 mort)
- Angelo Ramazzotti, O.SS.C.A. † (15 de març de 1858 - 24 de setembre de 1861 mort)
- Giuseppe Luigi Trevisanato † (7 d'abril de 1862 - 28 d'abril de 1877 mort)
- Domenico Agostini † (22 de juny de 1877 - 31 de desembre de 1891 mort)
- Sant Giuseppe Melchiorre Sarto † (15 de juny de 1896 - 4 d'agost de 1903 elegit papa amb el nom de Pius X)
- Aristide Cavallari † (13 de març de 1904 - 24 de novembre de 1914 mort)
- Pietro La Fontaine † (5 de març de 1915 - 9 de juliol de 1935 mort)
- Adeodato Giovanni Piazza, O.C.D. † (16 de desembre de 1935 – 1 d'octubre de 1948 dimití)
- Carlo Agostini † (5 de febrer de 1949 - 28 de desembre de 1952 mort)
- Sant Angelo Giuseppe Roncalli † (15 de gener de 1953 - 28 d'octubre de 1958 elegit papa amb el nom de Joan XXIII)
- Giovanni Urbani † (11 de novembre de 1958 - 17 de setembre de 1969 mort)
- Albino Luciani † (15 de desembre de 1970 - 26 d'agost de 1978 elegit papa amb el nom de Joan Pau I)
- Marco Cé (7 dicembre 1978 - 5 de gener de 2002 retirat)
- Angelo Scola (5 de gener de 2002 - 28 de juny de 2011 nomenat arquebisbe de Milà)
- Francesco Moraglia, des del 31 de gener de 2012